# 似鯕高地麗魚
似鯕高地麗魚為輻鰭魚綱鱸形目隆頭魚亞目慈鯛科的其中一種，分布於南美洲亞馬遜河及奧里諾科河上游流域，體長可達16公分，棲息在中底層水域，生活習性不明。

## 擴展閱讀
維基物種上的相關：似鯕高地麗魚